# Дорожные осы

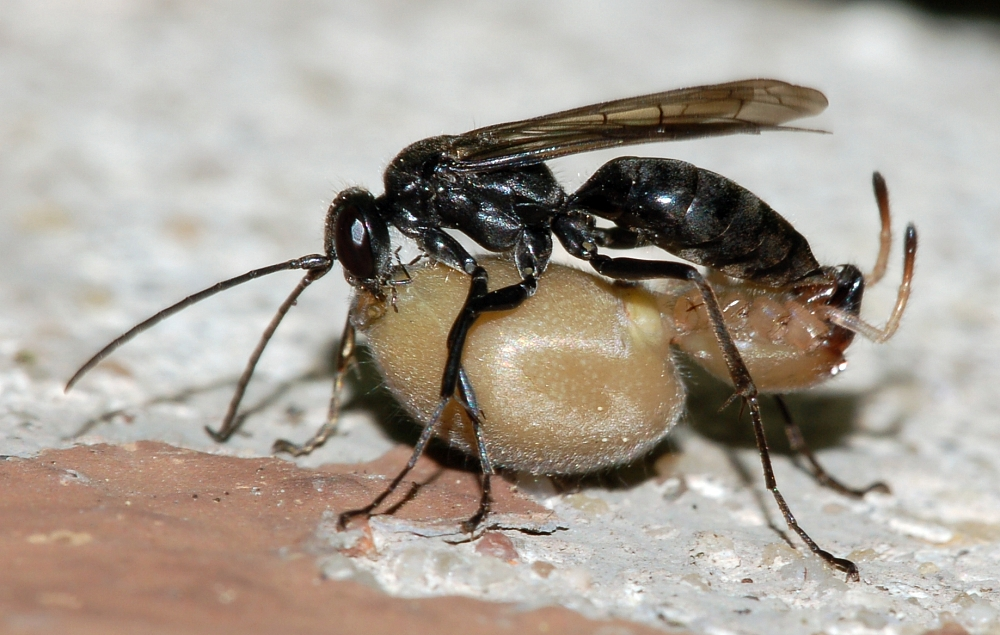
Auplopus carbonarius с пауком

Дорожные осы или помпилиды (Pompilidae, или Psammocharidae) — семейство перепончатокрылых насекомых (Hymenoptera) подотряда стебельчатобрюхие (Apocrita). Преимущественно крупной или средней величины насекомые (15—40 мм).

## Распространение
Обитают по всему земному шару. По данным каталога перепончатокрылых России (2017) в мире более 4855 видов (254 рода), в Палеарктике около 1000 (65), в России 246 видов (37 родов). Особенно многочисленны в тропиках; для бывшего СССР указывалось около 285 видов, наиболее разнообразны в Закавказье и Средней Азии. 35 родов в Северной Америке, более 40 родов в Австралии, в Мексике 305 видов (126 эндемиков) и 46 родов. В Неотропике 63 рода и 946 видов.

## Описание
Длина тела от 2 мм до более 3 см. Некоторые дорожные осы достигают крупных размеров. Например, вид Hemipepsis heros достигает 5,5 см в длину и 9,5 см в размахе крыльев, а Pepsis heros до 6 см.
Усики 12-члениковые у самок и 13-члениковые у самцов. Максилярные щупики 6-члениковые, лабиальные 4-члениковые. Фасеточные глаза и простые глазки развиты. Голова гипогнатная. Крылья с несколькими замкнутыми ячейками: в передних — до 10, в задних — 2. Переднегрудь и среднегрудь подвижно соединены. Плевральный шов развит (мезэпистерн со срединной бороздкой). В брюшке 6 (самки) или 7-8 видимых сегментов.

## Биология
Ведут одиночный образ жизни. Роют норки в земле (некоторые в древесине или лепят из глины), куда откладывают яйца на парализованных уколами жала пауков, служащих кормом для личинок. Некоторые виды (Ceropales, Irenangelus, Evagetes, Nipponodipogon) ведут клептопаразитический образ жизни и используют добычу, заготовленную другими дорожными осами. Играют важную роль в опылении ряда растений из семейства Кутровых.

## Палеонтология
Известно 23 ископаемых вида помпилид в составе 14 родов, 5 из которых являются вымершими. Древнейшие помпилиды происходят из эоцена Дании (Cryptocheilus leleji).

## Классификация
В состав семейства входят подсемейства с такими филогенетическими отношениями: Ctenocerinae + ((Ceropalinae + Notocyphinae) + (Pompilinae + Pepsinae)).
- Ctenocerinae — Около 30 родов из Африки (11), Южной Америки (2) и Австралии (>10). Хищники[15][16][17].
  - Abernessia, Apoclavelia, Apteropompilus, Apteropompiloides, Arnoldatus, Ateloclavelia, Austroclavelia, Clavelia, Claveliella, Cteniziphontes, Ctenocerus, Epipompilus, Evansiclavelia[18], Hadropompilus, Hypoferreola, Lepidocnemis, Marimba, Masisia, Maurilloides[18], Maurillus, Micragenia, Paraclavelia, Parapompilus, Parapsilotelus, Pezopompilus, Protoclavelia, Pseudopedinaspis, Psilotelus, Spathomelus, Stenoclavelia, Teinotrachelus, Trichosalius.
- Pepsinae — 88 видов в Европе. Более 2000 видов и около 60 родов. Крупнейшие помпилиды. Хищники, некоторые также эктопаразитоиды и клептопаразиты.
  - Триба Ageniellini
    - Род Auplopus Spinola, 1841 — 4 вида в Европе
    - Род Poecilagenia Haupt, 1927 — 2 вида в Европе

  - Триба Pepsini
    - Род Caliadurgus Pate, 1946 — 1 вид в Европе
    - Род Cryptocheilus Panzer, 1806 — 24 вида в Европе
    - Род Cyphononyx Dahlbom, 1845 — 1 вид в Европе
    - Род Iridomimus — 2 вида в Австралии
    - Род Hemipepsis Dahlbom, 1844 — 2 вида в Европе
    - Род Kuriloagenia
    - Род Pepsis
    - Род Priocnemis Schiødte, 1837 — 47 видов в Европе

  - Триба Deuterageniini[19].
    - Deuteragenia, Dipogon, Myrmecodipogon, Nipponodipogon, Stigmatodipogon, Winnemanella

  - ископаемые
    - Paleogenia Waichert & Pitts in Rodriguez et al., 2016
- Pompilinae — Хищники и клептопаразиты. Более 2000 видов и более 40 родов.
  - Agenioideus, Amblyellus, Anoplius, Anospilus, Aporinellus, Aporus, Arachnospila, Arachnotheutes, Ctenagenia, Dicyrtomellus, Entomobora, Eoferreola, Episyron, Evagetes, Ferreola, Gonaporus, Hanedapompilus, Homonotus, Lophopompilus, Micraporus, Microphadnus, Nanoclavelia, Pamirospila, Parabatozonus, Paracyphononyx, Pareiocurgus, Pompilus, Pseudopompilus, Schistonyx, Tachyagetes, Tachypompilus, Telostegus, Telostholus, Xenaporus
- Ceropalinae — Клептопаразиты других помпилид. 2 рода.
  - Род Ceropales
  - Род Irenangelus